# Општина Рудо
Општина Рудо је општина у у источном дијелу Републике Српске, БиХ. Сједиште општине је у насељеном мјесту Рудо. Према подацима Агенције за статистику Босне и Херцеговине на попису становништва 2013. године, у општини је пописано 7.963 лица.

## Географија
Општина Рудо се граничи са општинама Вишеград, Ново Горажде, Чајниче, Рогатица, Прибој, Ужице и Чајетина. Општина се налази у регији Подриња, а ужа област општине се назива Доње Полимље. Кроз општину протичу ријеке Лим и Увац. Од планина на подручју општине, најпознатија је Варда.

## Насељена мјеста
Подручје општине Рудо чине насељена мјеста:
Арбанаси, Арсићи, Баре, Бијело Брдо, Бишевићи, Бјелуговина, Бјелушине, Бјељевине, Близна, Бован, Божовићи, Борановићи, Будалице, Ваган, Вити Граб, Гаочићи, Гојава, Горња Ријека, Горња Стрмица, Горње Цикоте, Горњи Раванци, Грабовик, Гривин, Даниловићи, Долови, Доња Ријека, Доња Стрмица, Доње Цикоте, Доњи Раванци, Дорићи, Дубац, Дуговјеч, Заграђе, Зарбовина, Златари, Зубач, Зубањ, Јањићи, Књегиња, Ковачи, Косовићи, Кула, Љутава, Међуречје, Микавице, Миоче, Мисајловина, Мокронози, Мрсово, Николићи, Обрвена, Омарине, Омачина, Опутница, Орах, Оскоруша, Пазаље, Паст, Пељевићи, Петачине, Плема, Полимље, Попов До, Похаре, Пребидоли, Прибишићи, Пријеворац, Равне Њиве, Радожеље, Раковићи, Ресићи, Рудо, Рупавци, Саставци*, Сетихово, Соколовићи, Станковача, Старо Рудо, Стргачи, Стргачина, Трбосиље, Трнавци, Трнавци код Рудог, Увац, Устибар, Цвркоте, Чавдари, Џиханићи, Шахдани и Штрпци.
Општина Рудо у цјелини је у саставу Републике Српске од њеног настанка.

### Мјесне заједнице
Рудо, Старо Рудо, Мрсово, Сетихово, Стргачина, Миоче, Мокронози, Увац, Штрпци, Бијело Брдо.

## Становништво
|             | 2013.          | 1991.           | 1981.           | 1971.           | 1961.           |
| Укупно      | 7 963 (100,0%) | 11 571 (100,0%) | 13 601 (100,0%) | 15 982 (100,0%) | 15 535 (100,0%) |
| Срби        | 7 241 (90,93%) | 8 150 (70,43%)  | 8 699 (63,96%)  | 10 155 (63,54%) | 9 875 (63,57%)  |
| Бошњаци     | 677 (8,502%)   | 3 130 (27,05%)1 | 4 382 (32,22%)1 | 5 532 (34,61%)1 | 5 179 (33,34%)1 |
| Муслимани   | 16 (0,201%)    | –               | –               | –               | –               |
| Хрвати      | 9 (0,113%)     | 5 (0,043%)      | 24 (0,176%)     | 18 (0,113%)     | 21 (0,135%)     |
| Неизјашњени | 6 (0,075%)     | –               | –               | –               | –               |
| Црногорци   | 5 (0,063%)     | –               | 121 (0,890%)    | 94 (0,588%)     | 80 (0,515%)     |
| Босанци     | 3 (0,038%)     | –               | –               | –               | –               |
| Непознато   | 3 (0,038%)     | –               | –               | –               | –               |
| Остали      | 3 (0,038%)     | 180 (1,556%)    | 48 (0,353%)     | 53 (0,332%)     | 28 (0,180%)     |
| Југословени | –              | 106 (0,916%)    | 312 (2,294%)    | 80 (0,501%)     | 342 (2,201%)    |
| Македонци   | –              | –               | 7 (0,051%)      | 14 (0,088%)     | 1 (0,006%)      |
| Албанци     | –              | –               | 5 (0,037%)      | 33 (0,206%)     | 7 (0,045%)      |
| Словенци    | –              | –               | 3 (0,022%)      | –               | –               |
| Мађари      | –              | –               | –               | 3 (0,019%)      | 2 (0,013%)      |

1. 1 На пописима од 1971. до 1991. Бошњаци су пописивани углавном као Муслимани.

## Политичко уређење

### Општинска администрација
Начелник општине представља и заступа општину и врши извршну функцију у Рудом. Избор начелника се врши у складу са изборним Законом Републике Српске и изборним Законом БиХ. Општинску администрацију, поред начелника, чини и скупштина општине. Институционални центар општине Рудо је насеље Рудо, гдје су смјештени сви општински органи.
Начелник општине Рудо је Драгољуб Богдановић испред Савеза независних социјалдемократа, који је на ту функцију ступио након локалних избора у Босни и Херцеговини 2020. године. Састав скупштине Општине Рудо је приказан у табели.

## Познате личности
- Ромило Јелић, српски архимандрит
- Војислав Топаловић, политичар
- Драгољуб Мићовић, архитекта
- Стеван Мољевић, политичар
- Милош Видаковић, песник